# Antonius Hambroek

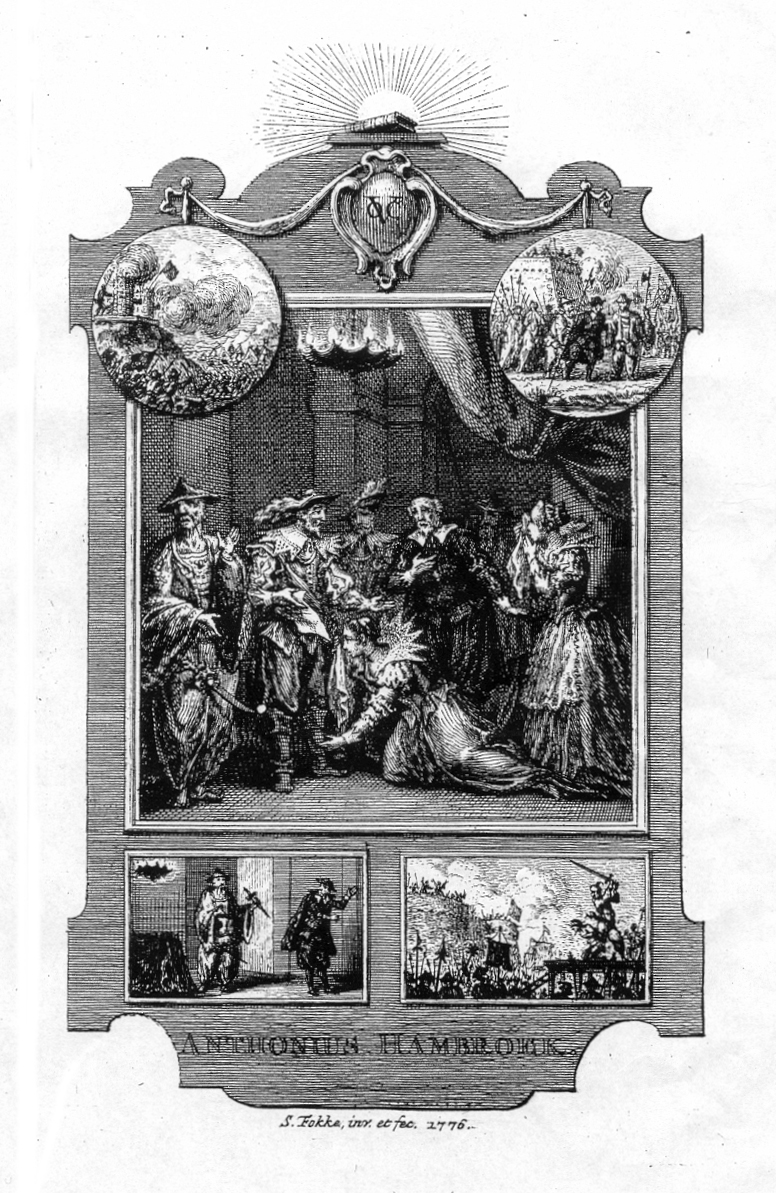
Frontispiz von Joannes Nomsz: Anthonius Hambroek (Ausgabe von 1795)

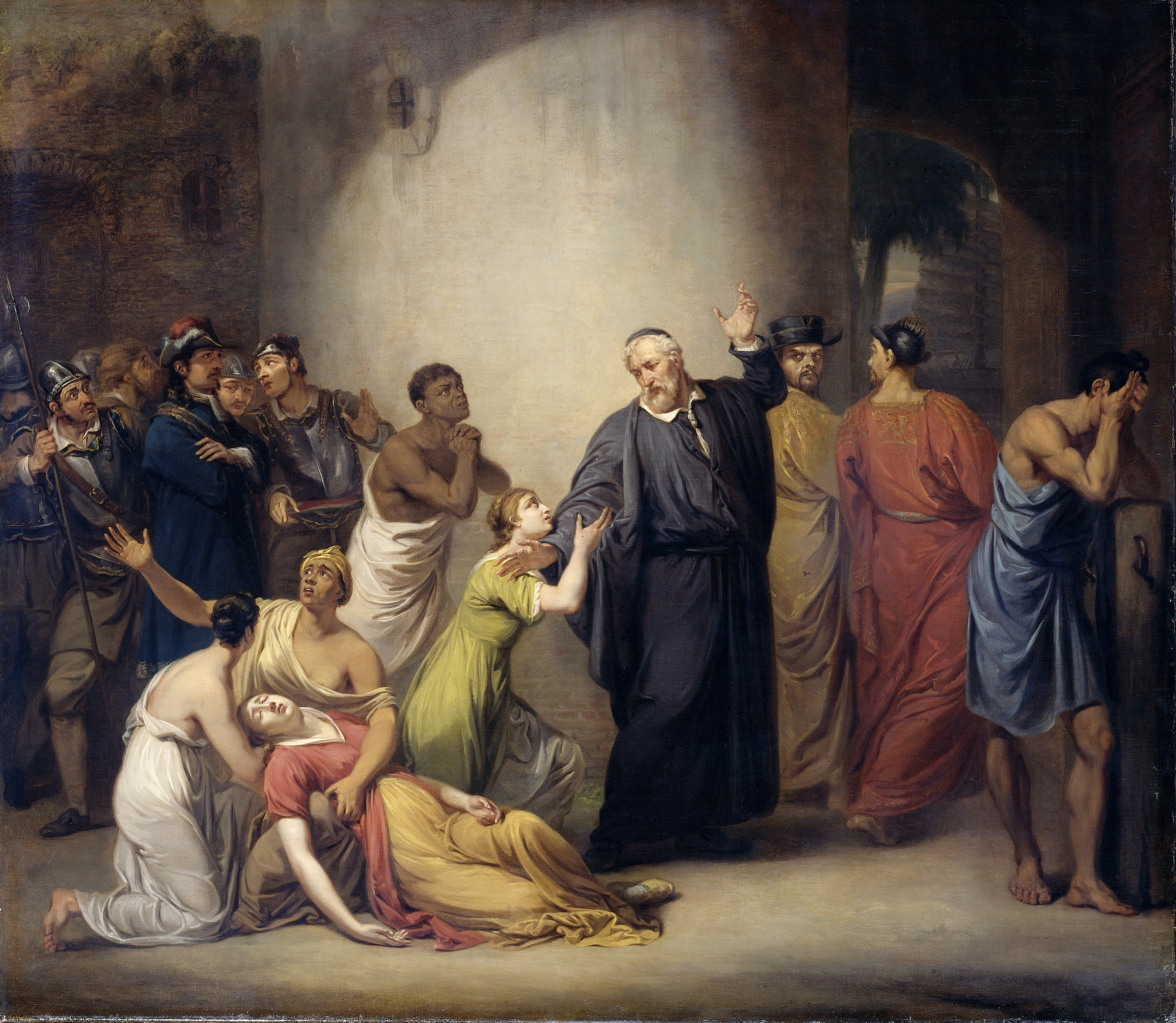
Antonius Hambroek nimmt Abschied von seinen Töchtern und kehrt von der Festung Zeelandia zu Coxinga zurück. Gemälde von Jan Willem Pieneman aus dem Jahre 1810: De zelfopoffering van predikant Hambroeck op Formosa, 1662

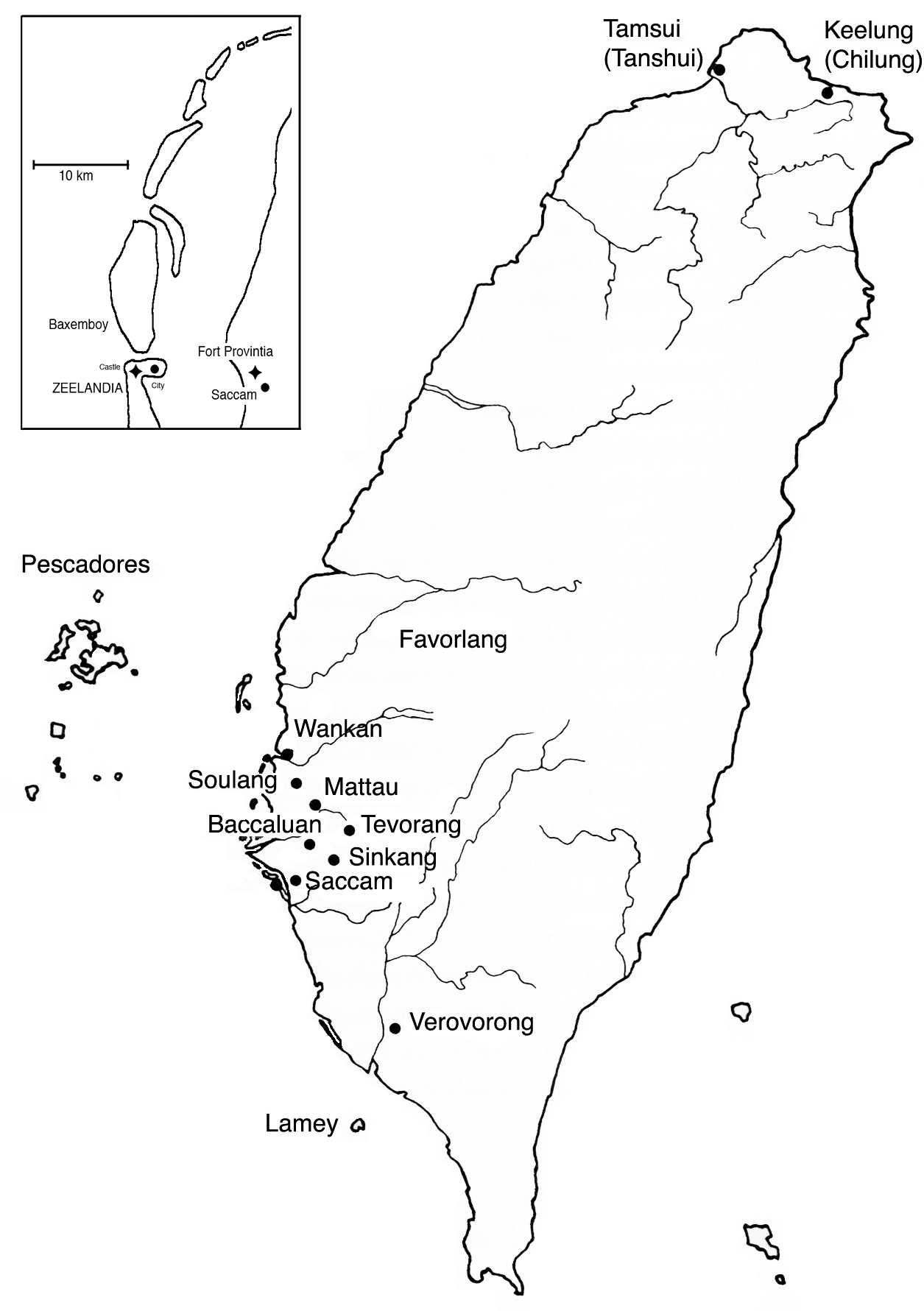
Karte der „Ilha Formosa“ (Taiwan) zu Zeiten der niederländischen Kolonisation (1624–62)

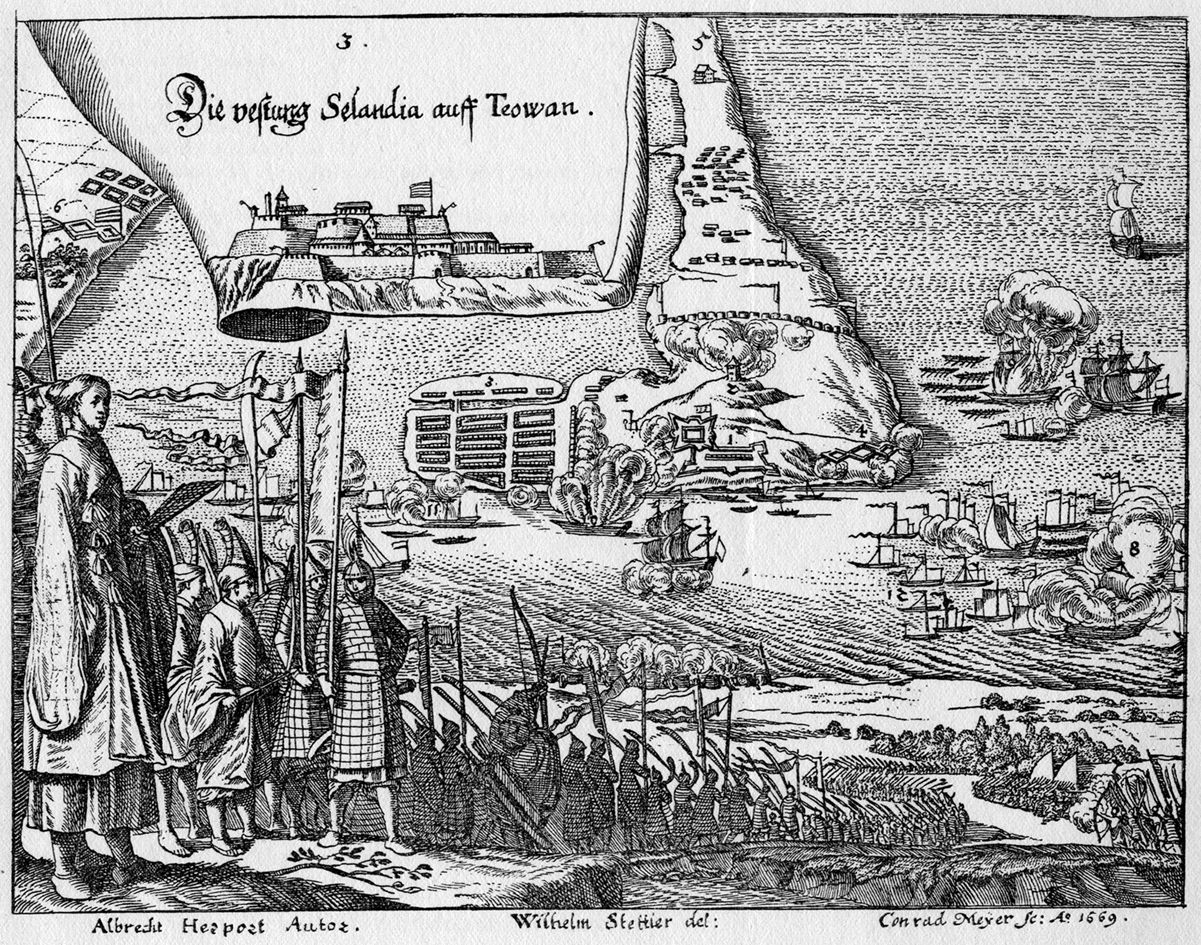
Die Festung Zeelandia während der Belagerung durch Coxinga (Albrecht Herport: Eine kurtze Ost-Indianische Reiß-Beschreibung. 1669)

Antonius Hambroek (* 1. Januar 1607 in Rotterdam; † 21. Juli 1661 in Taiwan) war ein niederländischer Missionar in Diensten der Niederländischen Ostindien-Kompanie. Seine Haltung und sein Tod im Zuge der Vertreibung der Niederländer aus Niederländisch-Formosa bildet den Kern einer Geschichte heroischen Märtyrertums.

## Leben
Der junge Hambroek schrieb sich am 30. Januar 1624 im Staten-College der Universität Leiden ein, in dem man seit 1592 unter rigorosen Bedingungen junge Theologen ausbildete. 1632 erhielt er eine Stelle als Vorleser der reformierten Gemeinde zu Schipluiden nahe Delft. Im November 1647 schickte ihn die Classis seiner Geburtsstadt nach Batavia, wo er als Generalgouverneur der Ostindien-Kompanie Cornelis van der Lijn die Geschäfte ebenso vorantrieb wie die Expansion des niederländischen Einflussbereiches.
Am 20. April des folgenden Jahres ging Hambroek nach Formosa. Große Teile der von den Portugiesen „Ilha Formosa“ (Schöne Insel) genannten Insel standen seit 1624 unter der Kontrolle der Kompanie, die durch „Predikanten“ und Schulmeister die einheimischen Stämme zu zivilisieren suchte. 1651 war Hambroek in den Dörfern Mattau, Tirosen, Dorko und Tevorang tätig, 1655 in Mattau und Dorko. 1656 bot er sich an, die Mission im als besonders schwierig geltenden Süden der Insel auf Dauer zu übernehmen, doch sorgte das für allerlei Unstimmigkeiten mit skeptischen oder unwilligen Vorgesetzten in Batavia. Einer Resolution des Rats von Formosa zufolge war er auch bei der Bearbeitung der Übersetzung des Johannes- und Matthäus-Evangeliums in die Sprache der Siraya beteiligt. Der Schweizer Soldat Albrecht Herport, der an den Kämpfen um Taiwan teilnahm, schildert Hambroeks Wirken wie folgt:
„Die Einwohner dann in dem flachen Land, sind allzumal unter der Holländeren Jurisdiction, halten auch beständigen Frieden mit ihnen, dannenher die Holländer etliche Kirchen und Schulen daselbst herum aufrichten lassen, damit sie die Leut nach und nach zum christlichen Glauben bringen können. Zu dem End auch der hochgelehrte Herr Hambruch, Diener des Göttlichen Worts, ihre Sprach, durch lateinische Buchstaben, in Schrift gebracht, welches ihnen zuvor ganz unbekant war, hat auch hernach die ganze Heilige Schrifft in ihre Sprach übersetzt, dadurch er in kurzer Zeit viel zu unserm Reformierten Christlichen Glauben gebracht, auch die Kinder getauft und in Schreiben und Lesen gelehret und in den Schulen auferzogen werden.“ (Herport 1669, S. 46)
Auf dem chinesischen Festland tobten in diesen Jahren die Kämpfe zwischen den aus dem Norden vorrückenden Truppen der Mandschu und den Anhängern der untergehenden Ming-Dynastie. 1658 und 1659 schwemmten die Kämpfe eine Flüchtlingswelle auf die Insel Formosa. Admiral Jan van der Laan, der mit zwölf Schiffen und 600 Mann aus Batavia angereist kam, um sich über die Lage zu informieren, hielt die Befürchtungen des Gouverneurs von Zeelandia, Frederick Coyett (1615?–1687), für unbegründet, und ein Großteil seiner Kräfte segelte zu einer als wichtiger erachteten Blockade Macaus.
1661 setzte der gegen die Mandschu kämpfende Heerführer Zheng Chenggong, von den Niederländern Coxinga oder Coxinja genannt, mit 25 000 Mann nach Formosa über, um hier seine neue Operationsbasis einzurichten. Die in den Dörfern lebenden Niederländer, darunter Hambroek mit seiner Frau, seinem Sohn und einer seiner Töchter, fielen bald in die Hände der Chinesen. Auch kleinere Stützpunkte konnten sich nicht lange halten, doch das Fort Zeelandia leistete unter Coyett erfolgreich Widerstand. Nach für beide Seiten verlustreichen Kämpfen schickte Coxinga am 24. Mai 1661 Hambroek zusammen mit dem Sekretär Ossewayer, einem Chinesen namens „Sanquae“ sowie die Dolmetscher „Tjoncko“ und „Ouhinko“ mit einem Schreiben in die Festung, in dem er Coyett zur Übergabe aufforderte Hambroek wie auch Ossewayer sprachen sich gegen die Übergabe der Festung aus. Am folgenden Tag nahm Hambroeck von zwei weiteren Töchtern, die sich nach Zeelandia gerettet hatten, Abschied und kehrte zusammen mit Ossewayer und einer abschlägigen Antwort Coyetts zu Coxinga zurück. Herport schreibt in seinem Reisetagebuch hierzu:
„Den 23. Nach Mittag kamen etliche Personen aus des Feinds Lager mit einer weißen Fahnen, darunter war auch der hochgelehrte Prediger Herr Hambruh (sic), der von Anfang her von den Feinden gefangen war, diesen Herren schickten sie mit einem Brief als Ambassadoren an unseren Guvernatoren in die Festung. Dieser Brief, nachdem er geöffnet und des Königs Coxingy Begehren verstanden; Nämblich, so er der Meinung wäre, die Festung zu übergeben, wollte er in kurzer Zeit einen Anfang machen, und dem kleinsten Kind nicht verschonen. Dieses sein Begehren wurde ihm ganz abgeschlagen und in einem übergeschickten Schreiben nichts als Kraut und Lot, und eine männliche Resolution, bis auf den letzten Blutstropffen zu fechten, anerboten. Dieser Herr Hambruh musste also mit dem Brief wiederum hinaus, dieweilen sein Frau und noch drei seiner Kinderen, auch des Feinds Gefangene waren, die er nicht wollte verlassen. Hat aber auch noch 2 Töchteren allda in der Festung, deren die eine in der Ehe, die andere aber noch ledig war. Diese mussten ihren alten Vater mit großem Herzleid sehen von ihnen gehen.“ (Herport 1699, S. 47f.)
Im Juli desselben Jahres wurde er mit seinem Sohn und anderen enthauptet. Dem Tagebuch der Festung Zeelandia zufolge nahm Coxinga eine Tochter Hambroeks zur Konkubine. Nach neunmonatiger Belagerung kapitulierte Coyett schließlich Anfang 1662.
Diese Niederlage und der Verlust von Formosa setzten dem Stolz der Niederländer zu. Ungeachtet der kläglichen Rolle, die das Generalgouvernement in Batavia gespielt hatte und der zahlenmäßig überwältigenden Überlegenheit der Angreifer wurde Coyett zum Sündenbock auserkoren. Coxinga entwickelte sich in den Beschreibungen schnell zum Bösewicht und Seeräuber, der den standhaften Hambroek und einige weitere Pfarrer aus antichristlichen Motiven umbringen ließ. Obwohl sich Coyett in seinem Buch über das „verwahrloste Formosa“ bereits 1675 gegen diese „Fabel“  wandte und betonte, dass Religion hier keinerlei Rolle spielte, hielt sich diese Interpretation bis in die Neuzeit. 1775 schrieb der niederländische Dichter Johannes Nomsz. gar ein Trauerspiel „Anthonius Hambroek, of De belegering van Formoza“. Weitere Gedichte und Lobgesänge zur „edlen Selbstaufopferung“ (edele zelfopoffering) Hambroeks folgten im frühen 18. Jahrhundert. In der St. Laurenskerk (Rotterdam)  stellte man einen Gedenkstein auf.

## Literarische Verarbeitung
- Johannes Nomsz.: Anthonius Hambroek, of de Belegering van Formoza, Treurspel. Amsterdam: Izaak Duim, 1775
- Petronella Moens: Edele zelfopoffering van Antonius Hambroek. In: Tafereelen uit de Nederlandsche geschiedenis, dichterlijk geschetst voor de jeugd. Haarlem: François Boon, [1823] (Text)
- Lofzang op Anthonius Hambroek. Nagelaten gedichten van Jan Frederik Helmers. 3. druk. ’s-Gravenhage: Wed. J. Allart en Comp., 1823 (Text)

## Belege
1. ↑  Campbell, S. 82
2. ↑  Campbell, S. 276
3. ↑  Campbell, S. 299
4. ↑  Campbell, S. 301
5. ↑  Campbell, S. 302–311.
6. ↑  Campbell, S. 314
7. ↑  Valtenijn (1726), S. 90
8. ↑  Dagregister van het Kasteel Zeelandia, fol. 595r.
9. ↑  Dagregister van het Kasteel Zeelandia, fol. 609r.
10. ↑  21. Oktober 1661. Campbell, S. 326f.

| Personendaten    | Personendaten                                                                  |
| ---------------- | ------------------------------------------------------------------------------ |
| NAME             | Hambroek, Antonius                                                             |
| KURZBESCHREIBUNG | niederländischer Missionar in Diensten der Niederländischen Ostindien-Kompanie |
| GEBURTSDATUM     | 1. Januar 1607                                                                 |
| GEBURTSORT       | Rotterdam                                                                      |
| STERBEDATUM      | 21. Juli 1661                                                                  |
| STERBEORT        | Taiwan                                                                         |